# Нехемија Персоф
Нехемија Персоф (енгл. Nehemiah Persoff; Јерусалим, 2. август 1919 — Сан Луис Обиспо, 5. априла 2022) био је амерички сликар и глумац. У каријери која је трајала 52 године појавио се у више од 200 телевизијских серија, филмова и представа.
Једна од његових првих запажених улога била је као шеф гангстера „Мали Бонапарта“, пародија на Бенита Мусолинија, у филмском класику Билија Вајлдера Неки то воле вруће (1959). Такође се појавио у споредним улогама у филмовима попут Ал Капоне (1959), Највећа прича икад испричана (1965) и Команчероси (1961). У филму Јентл (1983) Персоф је глумио оца лика Барбре Стрејсенд. Појавио се у комичном филму Близанци (1988) и у анимираном филмском серијалу Америчка прича (1986) као Папа Маускевиц.